# Премия имени А. А. Бочвара
Премия имени А. А. Бочвара — премия, присуждаемая с 2002 года Российской академией наук за выдающиеся работы в области металлургии, общего и радиационного материаловедения цветных, радиоактивных материалов и сталей.

Премия названа в честь советского металловеда А. А. Бочвара.

## Лауреаты премии
- 2002 — Оскар Акрамович Кайбышев, Генрих Борисович Строганов и Олег Хикметович Фаткуллин — за монографии «Сверхпластичность при обработке материалов под давлением» и «Сверхпластичность и износостойкость в машиностроении»
- 2005 — Валерий Васильевич Рыбин и Виктор Андреевич Малышевский — за совокупность работ «Новые высокопрочные хладостойкие свариваемые стали для работы в экстремальных условиях»
- 2008 — Виктор Иванович Панцырный, Александр Константинович Шиков и Александра Евгеньевна Воробьева — за работу «Создание нового класса технических высокопрочных высокоэлектропроводных материалов с использованием эффекта аномального повышения прочности при переходе к наноразмерной микроструктуре»
- 2011 — Генрих Борисович Строганов, Александр Анатольевич Ильин и Светлана Владимировна Скворцова — за монографию «Структурная сверхпластичность металлических материалов»
- 2014 — Анатолий Леонидович Михайлов, Виктор Алексеевич Пушков и Владислав Константинович Орлов — за работу «Научно-техническое обоснование применения сплавов урана с высокой динамической пластичностью в изделиях специального назначения»
- 2017 — Валерий Игоревич Громов, Николай Викторович Лапичев и Марина Валентиновна Анцыферова — за работу «Металловедческие основы создания перспективных ультрапрочных конструкционных и функциональных наноструктурированных сталей, работающих в условиях кратковременного воздействия экстремальных температур и давления»
- 2020 — Маргарита Геннадьевна Исаенкова — за совокупность работ «Исследование закономерностей формирования структуры и кристаллографической текстуры в изделиях из сплавов на основе циркония при пластической деформации и термообработке, и прогнозирование на их основе физико-механических свойств»
- 2023 — Михаил Юрьевич Корниенко, Лев Николаевич Солодовников и Николай Юрьевич Зайцев — за работу «Интенсификация серийного производства изделий специального назначения»